# Sharolta Nonen
Sharolta Louisa Nonen (* 30. Dezember 1977 in Vancouver) ist eine ehemalige kanadische Fußballspielerin und -trainerin.

## Karriere

### Spielerin

#### Verein
Anfang 2001 wurde Nonen beim College-Draft zur neugegründeten WUSA von der Franchise der Atlanta Beat verpflichtet. Mit Atlanta erreichte sie 2001 und 2003 das Meisterschaftsfinale, das jedoch jeweils verloren ging. Von 2005 bis 2007 spielte sie für den dänischen Erstligisten Fortuna Hjørring, mit dem sie 2006 den dänischen Pokalwettbewerb gewann. Danach kehrte Nonen in die Vereinigten Staaten zurück und war zwei Jahre lang als Spielertrainerin der Atlanta Silverbacks in der USL W-League aktiv. Nach einem kurzen Engagement beim ebenfalls in der W-League antretenden FC Indiana, wechselte sie im Jahr 2009 zur Franchise der Los Angeles Sol in die neugegründete WPS. Dort schloss sie mit ihrem Team die reguläre Saison als erstplatzierte Mannschaft ab und gewann so den WPS Shield. Das Meisterschaftsfinale gegen den Sky Blue FC ging hingegen mit 0:1 verloren. Zur Saison 2010 kehrte sie zu den Atlanta Beat zurück und beendete danach ihre Karriere als Spielerin.

#### Nationalmannschaft
Nonen debütierte am 3. Juni 1999 unter Nationaltrainer Even Pellerud in der kanadischen Nationalmannschaft und nahm mit dieser an den Weltmeisterschaften 1999 und 2003 teil. Bis Juli 2006 absolvierte sie 63 Länderspiele und erzielte ein Länderspieltor. Bemerkenswerterweise stand Nonen bei all ihren Länderspielen in der Startaufstellung Kanadas.

### Trainerin
Nonen arbeitete bis ins Jahr 2014 im Trainerstab des Georgia Gwinnett College, wo sie auch kurzzeitig als Interimstrainerin einsprang. 2015 wechselte sie als Co-Trainerin an die East Carolina University und war dort zwei Jahre lang tätig. Anfang 2017 übernahm sie das Amt als Cheftrainerin der Frauenfußballabteilung der Florida International University.

## Erfolge
- 2006: Dänischer Pokalsieg (Fortuna Hjørring)
- 2009: WPS Shield (Los Angeles Sol)